# Poliçan
Poliçan é uma cidade e município (em albanês:  bashkia) da Albânia localizado no distrito de Skrapar, prefeitura de Berat.